# Amtsgericht Scheinfeld
Das Amtsgericht Scheinfeld war ein von 1879 bis 1973 bestehendes bayerisches Gericht der ordentlichen Gerichtsbarkeit mit Sitz in der Stadt Scheinfeld.

## Geschichte
Anlässlich der Einführung des Gerichtsverfassungsgesetzes am 1. Oktober 1879 kam es zur Errichtung eines Amtsgerichts in Scheinfeld im Landgerichtsbezirk Fürth. Der Bezirk des Amtsgerichts wurde aus den Bezirken der gleichzeitig aufgehobenen Landgerichte Scheinfeld und Markt Bibart gebildet. Nach der Auflösung des Landgerichts Fürth wurde es 1932 dem Landgericht Würzburg zugeteilt und kam 1944 zum Landgericht Nürnberg-Fürth. Mit Inkrafttreten des Gesetzes über die Organisation der ordentlichen Gerichte im Freistaat Bayern (GerOrgG) am 1. Juli 1973 wurde das Amtsgericht Scheinfeld aufgehoben.
Die gleichzeitig eingerichtete Zweigstelle Scheinfeld des Amtsgerichts Neustadt an der Aisch wurde bereits Ende September 1975 wieder aufgehoben.